# Índice geomagnético K
El índice geomagnético K cuantifica las alteraciones en la componente horizontal del campo magnético terrestre mediante un número entero en el rango de 0 a 9 (1 indica un período de calma y 5 o más indica una tormenta geomagnética). Se calcula a partir de las fluctuaciones máximas de la componente horizontal observada en un magnetómetro durante un intervalo de tres horas. La etiqueta K proviene la palabra alemana Kennziffer que significa “dígito característico”. El K-índice fue introducido por Julius Bartels en 1938.

## Cálculo del índice K
La escala K es cuasi-logarítmica. La tabla de conversión de la fluctuación máxima R (en unidades de nanoteslas, nT) al índice K varía de observatorio en observatorio, de tal manera que el índice histórico de ocurrencia de ciertos niveles de K se calcula siempre sobre los mismos observatorios. En la práctica esto significa que los observatorios de latitud geomagnética más alta requieren niveles más altos de fluctuación para un índice K dado. Por ejemplo, en Qeqertarsuaq, Groenlandia, un valor de K = 9 se deduce de una lectura de R = 1500 nT, mientras que en Honolulu, Hawái, una fluctuación de solo R = 300 nT, también se registra como K = 9. En Kiel, Alemania, K = 9 corresponde a R = 500 nT o mayor. El índice K se calcula en tiempo real, a partir de los registros acumulados en intervalos de 3 horas, cada: 00:00–03:00, 03:00–06:00, ..., 21:00–24:00. Las desviaciones positivas y negativas máximas durante cada periodo de tres horas se acumulan para determinar la fluctuación máxima total. Estas desviaciones máximas pueden registrarse en cualquier momento durante cada periodo de tres horas.

## El índiceKy el índice estimadoKp
El índice planetario oficial Kp se obtiene mediante el cálculo de la media ponderada de los índices K de la red de observatorios geomagnéticos. Cuando estos observatorios no proporcionan sus dato en tiempo real, varios centros de operaciones alrededor del globo estiman el índice basándose en los datos disponibles de su red local de observatorios. El índice Kp fue introducido por Bartels en 1939.

## La relación entreKyA
El índice A proporciona un nivel medio diario de la actividad geomagnética. Debido a la relación no lineal de la escala K respecto a las fluctuaciones del magnetómetro, tomar la media de un conjunto de K índices no es significativo. Lo que se hace es convertir cada valor de K  a una escala lineal denominada  "rango de tres horas equivalente", obteniéndose el índice "a" (nótese el uso de "a" minúscula), según la tabla siguiente:
| K | 0  | 0+ | 1- | 1  | 1+ | 2- | 2   | 2+  | 3-  | 3   | 3+  | 4-  | 4   | 4+  |
| a | 0  | 2  | 3  | 4  | 5  | 6  | 7   | 9   | 12  | 15  | 18  | 22  | 27  | 32  |
| K | 5- | 5  | 5+ | 6- | 6  | 6+ | 7-  | 7   | 7+  | 8-  | 8   | 8+  | 9-  | 9   |
| a | 39 | 48 | 56 | 67 | 80 | 94 | 111 | 132 | 154 | 179 | 207 | 236 | 300 | 400 |

El índice diario A es simplemente la media de los ocho índices "a". 
Así, por ejemplo, si los índices K de un día determinado son 3, 4, 6, 5, 3, 2, 2 y 1, el índice diario A es la media de las amplitudes equivalentes:
```
  
A
 = (15 + 27 + 80 + 48 + 15 + 7 + 7 + 4)/8 = 25.38
```

El índice Ap es el índice medio planetario de los índices A de un conjunto concreto de estaciones de observación del índice Kp.

## Relación entre la escala NOAA G y Kp
La escala Kp es una manera razonable de resumir el nivel global de actividad geomagnética, pero no ha sido siempre fácil que aquellos organismos afectados por el entorno espacial entiendan su importancia. La escala NOAA G fue diseñada para corresponder de una manera más asequible a la importancia de los efectos de las tormentas geomagnéticas.

## Uso en los sistemas de radiodifusión
El índice Kp es utilizado para el estudio y predicción de la propagación ionosférica de las señales radiofónicas de alta frecuencia. Tormentas geomagnéticas, indicadas por un índice Kp = 5 o superior, no tienen un efecto directo sobre la propagación. Sin embargo, perturban la Capa-F de la ionosfera, especialmente en latitudes geográficas medias y altas, causando las denominadas tormentas ionosféricas que degradan la propagación radiofónica. La degradación principalmente consta de una reducción de la frecuencia utilizable máxima (MUF) del orden del 50%. A veces la Capa-E puede ser afectada también. En contraste con las perturbaciones ionosféricas repentinas (SID), que afectan a los canales radiofónicos de alta frecuencia en zonas próximas al Ecuador, los efectos de las tormentas ionosféricas son más intensos en las regiones polares.